# Mortal Kombat: Deception
Mortal Kombat: Deception är ett datorspel i Mortal Kombat-serien. Spelet släpptes till Playstation 2 och Xbox den 4 oktober 2004 och till Nintendo Gamecube den 28 februari 2005.

## Gameplay
Det finns väldigt många olika kämpar att välja mellan och förutom huvudspelet inkluderas minispelen Puzzle, Chess och Konquest.

## Kämpar
De kämpar som är med i Mortal Kombat: Deception är: Sub-Zero, Scorpion, Baraka, Melina, Shujinko, Hotaru, Tanya, Kenshi, Ermac, Sindel, Raiden, Li Mei, Liu Kang, Noob, Smoke, Havik, Jade, Ashrah, Bo Rai Cho, Dairou och Darrius.